# Новая Барангуловка
Новая Барангуловка — деревня в Тюльганском районе Оренбургской области в составе Тугустемирского сельсовета. 

## География
Находится на расстоянии примерно 25 километров по прямой на север от районного центра поселка  Тюльган.

## Население
Население составляло 134 человека в 2002 году (русские 91%),  85 по переписи 2010 года.